# Demirağ
Demirağ ist ein türkischer männlicher Vorname und Familienname mit der Bedeutung „jemand, der kräftig, stark ist“.

## Namensträger

### Familienname
- Melike Demirağ (* 1956), türkische Popmusikerin und Filmschauspielerin
- Nuri Demirağ (1886–1957), türkischer Industrieller und Politiker
- Turgut Demirağ (1921–1987), türkischer Filmemacher